# ان‌جی‌سی ۶۹۴۶
ان‌جی‌سی ۶۹۴۶ (انگلیسی: NGC 6946) نام یک کهکشان در صورت فلکی قیفاووس است.